# Ithaca Chasma
Ithaca Chasma är en jättelik kanjon på Saturnus måne Tethys. Den är 100 km bred, 3 till 5 km djup och 2 000 km lång, den sträcker sig ungefär 3/4 runt Tethys. Den är namngiven efter ön Ithaka, i Grekland.
Man tror att Ithaca Chasma skapades när Tethys' inre flytande vatten blev fast, vilket orsakade att månen expanderade och spräckte dess yta för att få plats med den extra volym som hade skapats. 
En annan teori är att den formades samtidigt som den enorma kratern Odysseus, som ligger på den motsatta sidan av månen. Nedslaget som bildade Odysseus, kan ha skickat chockvågor som färdades över Tethys och skapade sprickor i isen.